# Алтимира, Серхи
Серхи Алтимира Клавель (исп. Sergi Altimira Clavell; 25 августа 2001, Кардазеу, Барселона, Испания) — испанский футболист, полузащитник клуба «Реал Бетис».

## Клубная карьера
11 августа 2023 года Алтимир подписал пятилетний контракт с клубом «Реал Бетис», после того как клуб выплатил сумму отступных в размере 2 млн евро.
3 сентября 2023 года Алтимира дебютировал за основную команду клуба «Реал Бетис» в матче чемпионата Испании против «Райо Вальекано». 27 января 2024 года Серхи забил первый гол за «Реал Бетис» в матче Чемпионата Испании против «Мальорки».

## Личная жизнь
Отец Аурели и двоюродный брат Адрия также являются футболистами.